# Хёвдинг
Хёвдинг (др.-сканд. hǫfðingi) — племенной вождь у германских и скандинавских народов.

## Этимология
Термин происходит от слова др.-сканд. hǫfuð — главный, глава, голова.
Данный термин до сих пор используется в норвежском, шведском и немецком языках для обозначения любого племенного вождя. В шведском от него также образованы слова губернатор (швед. Landshövding) и магистр права (швед. Häradshövding), в старину нёсший на себе и ряд административных функций.

## Социальное положение
Хёвдинг одновременно являлся политическим, военным и религиозным лидером. В скандинавском обществе удача являлась одним из главных черт лидера, поэтому задачей хёвдинга было использовать свою удачу, чтобы принести людям fred (хорошие времена), то есть мир. Хёвдинг избирался, а титул не наследовался.
Стоит особо отметить, что хёвдинг — племенной вождь — и конунг — предводитель военной дружины, военный вождь — изначально совершенно разные титулы, которые носили разные люди. Хевдинг исполнял свои функции постоянно, конунга же выбирали изначально только на время войны или для иной важной миссии (отправления правосудия, участия в жертвоприношении). Видимо, лишь во время Великого переселения народов «должность» конунга стала постоянной, а затем из неё развился институт королевской власти.
В Саге об Ингваре Путешественнике упоминается Аки — один из шведских хёвдингов, сватавшийся к дочери Эрика Победоносного. «Конунгу показалось унизительным выдать свою дочь замуж за человека незнатного происхождения», и хёвдинг получил отказ. Он взял её силой, убив её мужа, за что позже поплатился жизнью.